# (33309) 1998 KY53
1998 KY53 (asteroide 33309) é um asteroide da cintura principal. Possui uma excentricidade de 0.06529590 e uma inclinação de 11.08863º.
Este asteroide foi descoberto no dia 23 de maio de 1998 por LINEAR em Socorro.